# Luis Roldán Ibáñez
Luis Roldán Ibáñez (Zaragoza, 22 de agosto de 1943-Zaragoza, 24 de marzo de 2022) fue un político español perteneciente al Partido Socialista Obrero Español. Tras ejercer diversos cargos políticos, fue especialmente conocido por su época al frente de la Dirección General de la Guardia Civil como primer civil nombrado en el cargo.
Una investigación de los periodistas de Diario 16 José María Irujo y Jesús Mendoza denunció que desde esta dirección general se prevalió para su enriquecimiento ilícito y acumuló un enorme patrimonio, además de cuentes millonarias ocultas en Suiza.. Al iniciarse las diligencias judiciales por sus actividades delictivas, Luis Roldán se fugó de España en 1994. Se entregó en 1995 en el aeropuerto de Bangkok. Entre 1996 y 1998 fue juzgado ante un tribunal de Madrid. Fue condenado a 28 años de cárcel por malversación, cohecho, fraude fiscal y estafa, que el Tribunal Supremo incrementó a 31 años. Estuvo desde febrero de 1995 en la cárcel de Brieva (Ávila) y la Audiencia Provincial de Madrid desde el 2005 le permitió salir de la cárcel para trabajar, en un régimen intermedio entre el segundo y el tercer grado.

## Biografía

### Carrera política
Nació el 22 de agosto de 1943 en Zaragoza, hijo de Luis Roldán Elorz y Ana María Ibáñez. Estudió bachillerato en el colegio La Salle Gran Vía de su ciudad natal. Más tarde se licenció en Ciencias Políticas y Sociología por la Universidad Nacional de Educación a Distancia, tras su ingreso en prisión. Con anterioridad, se presentaba falsamente como ingeniero industrial y economista, carreras que nunca acreditó por no figurar inscritas en el Registro Nacional de Titulados Universitarios Oficiales. Se afilió al Partido Socialista Obrero Español en 1976. Con posterioridad, tras el final de la dictadura franquista, Roldán fue concejal en el Ayuntamiento de Zaragoza y uno de los primeros dirigentes de la UGT en Aragón.
Entre el 29 de diciembre de 1982 y el 31 de octubre de 1986 fue delegado del Gobierno en Navarra. 
Después, fue nombrado director general de la Guardia Civil; fue el primer civil que ocupaba el cargo de este cuerpo policial que mantiene disciplina militar. En este período se realizaron cambios en la institución y se aceleró su proceso de modernización. Realizó un gran programa de obras para mejorar las casas cuartel que en gran número estaban en muy mal estado. Bajo su mandato se produjo el acceso de la mujer al cuerpo. Creó en 1991 el Servicio Marítimo de la Guardia Civil y potenció los servicios de información antiterroristas que obtendrán grandes éxitos en su labor de infiltración dentro de la banda y, entre otras detenciones, consiguieron la localización y detención por parte de la Policía francesa de la dirección de ETA en la localidad de Bidart en 29 de marzo de 1992.

### Acusaciones de corrupción
El 23 de noviembre de 1993 los periodistas José María Irujo y Jesús Mendoza        publicaron en el periódico Diario 16 que Luis Roldán tenía un patrimonio oculto superior a 400 millones de pesetas. Al día siguiente desvelaron su sociedad Europe Capital SL, a cuyo nombre había comprado numerosas viviendas, y revelaron que su administrador era Jorge Esparza Martín, director comercial de la constructora Huarte, la que construía numerosos cuarteles para la Guardia Civil. También, denunciaron que el director general de la Guardia Civil se había inventado sus títulos universitarios. La investigación periodística provocó su destitución el 3 de diciembre de ese mismo año, días antes de que fuera nombrado ministro del Interior por el Gobierno de Felipe González. Los dos periodistas descubrieron semanas más tarde sus cuentas en Suiza con 1.600 millones de pesetas y dos mansiones de lujo en París y la isla  San Bartolomé (Antillas Francesas) y apuntaron los primeros indicios del pago de comisiones millonarias en varias constructoras que trabajaban construyendo cuarteles para la Guardia Civil..
José Luis Corcuera, ministro del Interior, respondió el mismo 23 de noviembre a los periodistas defendiendo a Roldán y señalando que era "un hombre cabal y que su patrimonio era inferior al de miles de españoles". El fiscal general del Estado Eligio Hernández afirmó que no había nada que investigar y que no se podían iniciar "acciones penales sin fundamento cada vez que sale una información en la prensa". "Considero satisfactorias las explicaciones de Roldán. Ha explicado suficientemente el origen de sus ingresos", dijo rotundo el fiscal general. Meses después, José María Aznar, entonces líder de la oposición, declaró. " El Watergate que derribó a Nixon de la presidencia de EE UU es una broma en comparación con el caso Roldán".. El empresario José María Ruiz Mateos presentó una querella contra Roldán aportando los artículos de Diario 16 y la jueza Ana Ferrer y el fiscal anticorrupción Alejandro Luzón abrieron las primeras diligencias y llamaron a declarar a los dos periodistas que aportaron a la Justicia las pruebas de su investigación. 
El 29 de abril de 1994 Roldán se fugó de España. Dado que el Ministerio de Interior se había hecho responsable de su vigilancia, titular Antoni Asunción presentó su dimisión inmediata. Se comentó durante un tiempo que pudo estar escondido en el municipio zamorano de Mombuey, de donde su mujer es natural.

### Detención y juicio
Fue detenido por policías españoles el 27 de febrero de 1995, en el aeropuerto de Bangkok (Tailandia), en una entrega poco clara y en la que supuestamente participó el agente del CESID Francisco Paesa. Antes de entregarse pactó desde Laos, con documentación laosiana falsificada, conocida posteriormente como «los papeles de Laos», que solo podría ser juzgado por dos delitos: cohecho y malversación.
Fue juzgado por la Audiencia Nacional y condenado el 26 de febrero de 1998 a 28 años de cárcel, por malversación de fondos públicos, cohecho, fraude fiscal y estafa. Entre lo que quedó demostrado estaba que se llevó 435 millones de pesetas de los fondos reservados y 1800 millones en comisiones, buena parte de ellas relacionadas con su programa de modernización de las casas cuartel. Por ello se le impuso una multa de 1.600 millones de pesetas y una indemnización al Estado de 578,9 millones. Con él fueron condenados su exesposa Blanca Rodríguez-Porto por encubrimiento y delito contra la Hacienda pública y su testaferro Jorge Esparza Martín. El 21 de diciembre de 1999, el Tribunal Supremo de España confirmó los delitos e incrementó la condena a 31 años de cárcel.
Además de sus delitos monetarios realizó acusaciones de varios altos cargos en delitos referentes al GAL en la guerra sucia del Estado contra ETA.

### Condena y vida posterior
Estuvo desde febrero de 1995 en la cárcel femenina de Brieva (Ávila), internado en solitario en un módulo independiente. Desde 2005 la Audiencia Provincial de Madrid le permitió salir de la cárcel para trabajar. El 14 de noviembre de 2008, Roldán reapareció en televisión: concedió una entrevista en directo a María Teresa Campos en el canal Telecinco, donde no aportó datos relevantes.
Los jueces han logrado recaudar en el procedimiento civil 1.646.845 euros con el embargo de cuentas corrientes y la subasta de algunas de sus propiedades intervenidas en España. El grueso de su fortuna, equivalente a 10 millones de euros del año 1993, se encuentra en paradero desconocido.
El 19 de marzo de 2010 salió de prisión después de 15 años de condena.
Murió el 24 de marzo de 2022 en su ciudad natal, Zaragoza, a los 78 años de edad.

## En la cultura popular
- En 1994 José María Irujo y Jesús Mendoza publicaron la obra Roldán, un botín a la sombra del tricornio (Temas de Hoy) donde describen como descubrieron el caso.
- En 1996 José María Irujo y Jesús Mendoza publicaron Comisión ilegal. Negocios y sobornos al amparo del Estado (Temas de Hoy), un segundo libro sobre las comisiones, propiedades y cuentas ocultas del director general de la Guardia Civil.
- En 2015 el escritor Fernando Sánchez Dragó publicó una biografía novelada sobre él, con la colaboración de este.[15]
- La película El hombre de las mil caras del director Alberto Rodríguez cuenta su relación con el agente Francisco Paesa y su caso de huida de España y posterior extradición de Laos, tras estar envuelto en un caso de extorsión.
- Sus andanzas y él mismo fueron parodiados en el álbum Corrupción a mogollón de la serie de cómics española "Mortadelo y Filemón", desarrollada por el dibujante Francisco Ibáñez. En dicho álbum, Roldán aparece caricaturizado como "Rulfián" y su detención fue la misión encargada a los agentes Mortadelo y Filemón.
- La novela Roldán, ni vivo ni muerto de Manuel Vázquez Montalbán muestra al detective Pepe Carvalho investigando al político.[16]
- El caso Roldán aparece reflejado en la serie española de televisión Cuéntame como pasó, emitida por Televisión Española desde 2001. En la temporada que cuenta los hechos sucedidos en 1993, el personaje de Toni Alcántara, (interpretado por el actor Pablo Rivero) se ve involucrado en dicho caso por su trabajo en el departamento de prensa del gabinete de Felipe González.